# Oberlauken
Oberlauken is een plaats in de Duitse gemeente Weilrod, deelstaat Hessen, en telt 363 inwoners (2005).

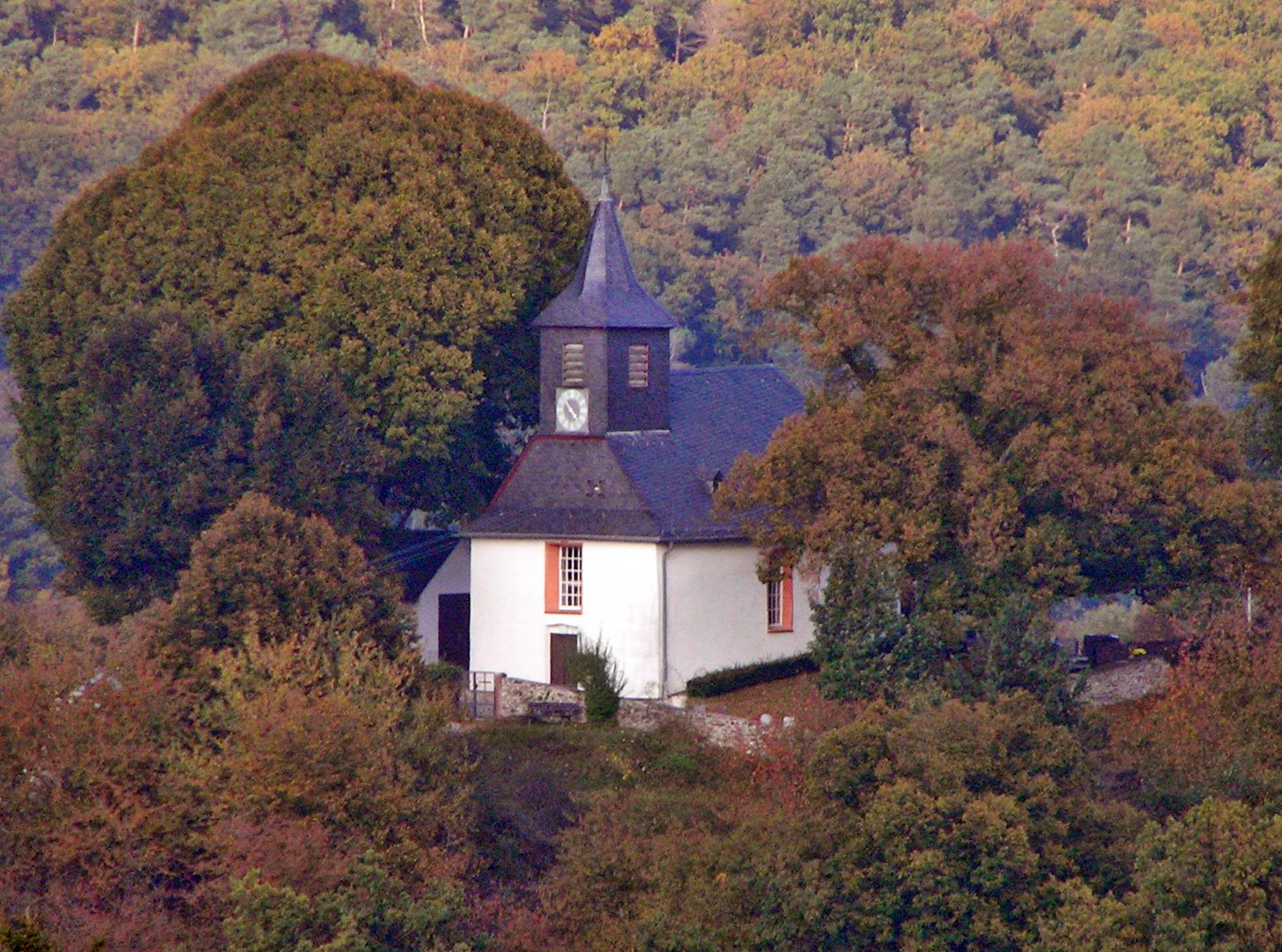
Kapel in de omgeving van Oberlauken
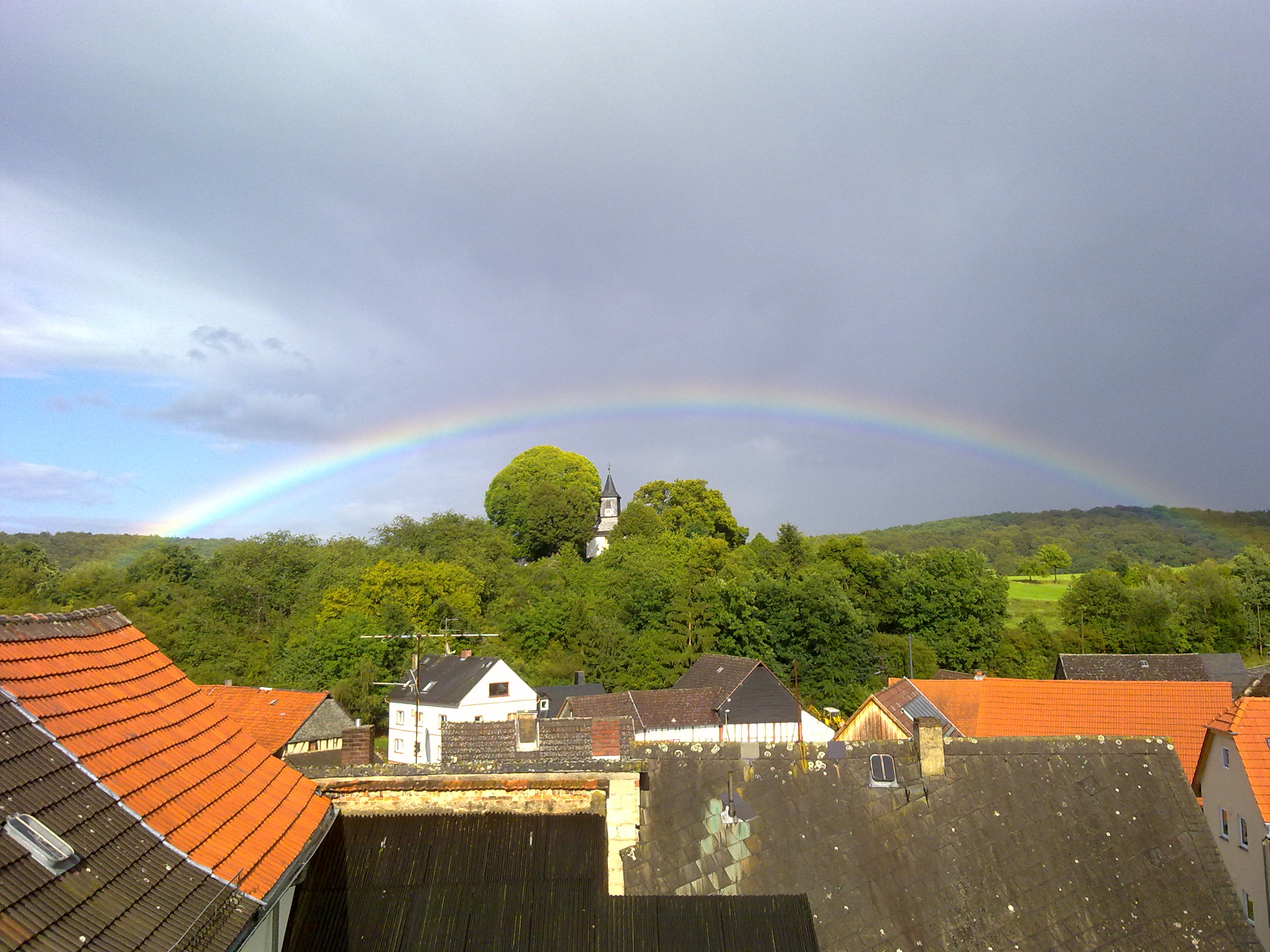
Kapel in het centrum van Oberlauken
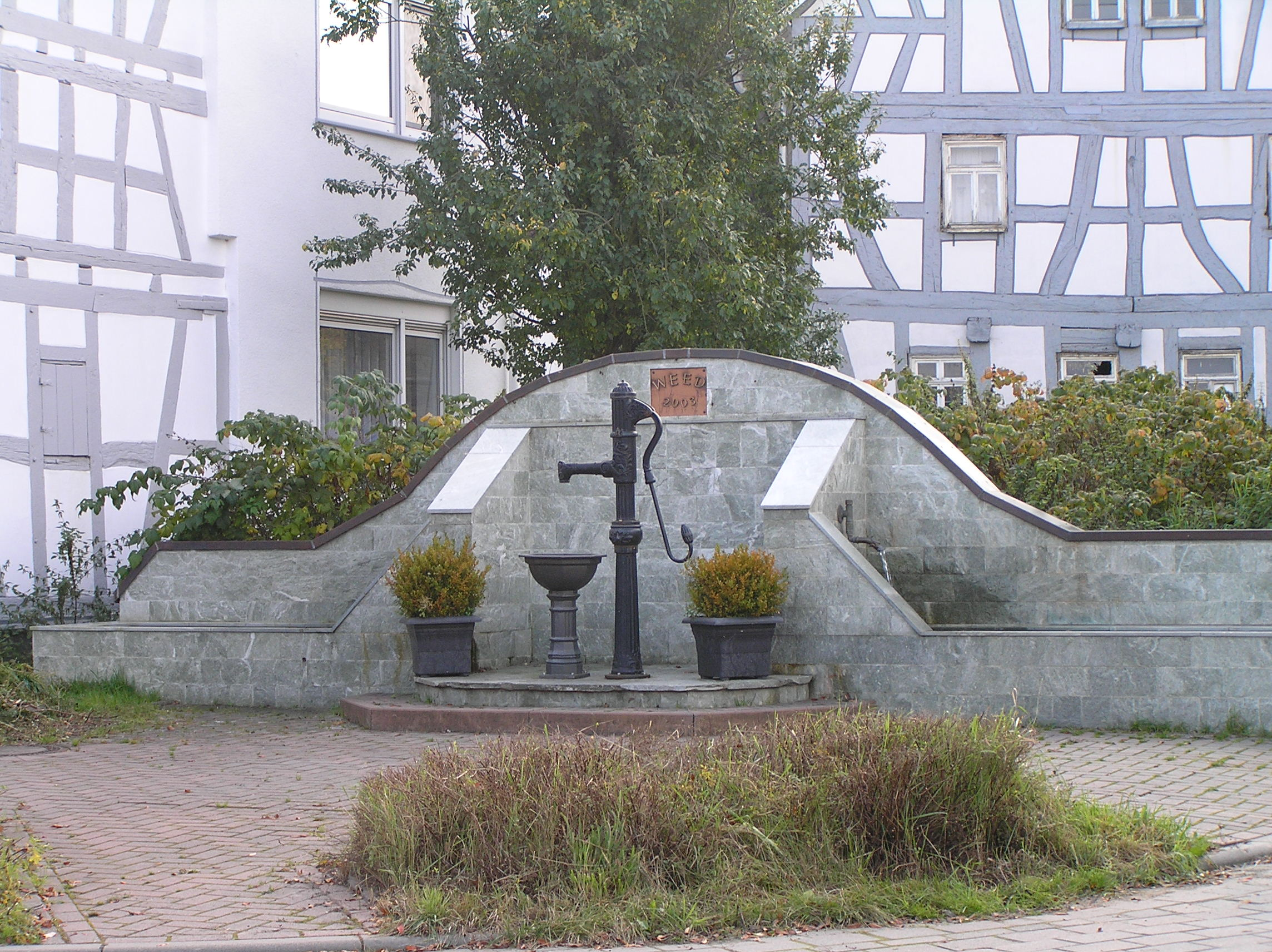
Bronnen van Oberlauken